# 羅智先
羅智先（1956年9月1日—），台灣企業家，新北永和人，現任统一企業集團董事長、南臺科技大學董事

## 生平
羅智先有一兄一姐，老家在臺北縣，父親在臺灣自來水公司上班，因職務調動，全家便搬去了臺南縣。
就讀於臺南縣的新化高中，與统一集團創辦人高清愿的女兒高秀玲在高中時認識，雖然是同屆但不同班。高秀玲在新化高中只念了一年就轉學到台南女中，之後考上了專科學校。羅智先高中畢業後，考上成功大學外文系。
1985年，羅智先與高秀玲结婚。1986年，進入统一企業的國外部當課長，負責美國百威啤酒銷售，卻因銷售庫存逾期，更改有效期限遭美方發現，而被調任。美國統一10年後回國擔任協理，三年後升副總經理，之後擔任中國的業務副董。
2007年，升任總經理與集團董事，五年後升任關係企業董事長。
2013年11月12日，岳父高清愿辭去統一集團董事長的職務，羅智先升任為董事長並兼任總經理，正式接班统一集團。
2016年6月22日，因年滿60歲辭去統一集團總經理的職務，交棒於原統一中控總經理侯榮隆，專任統一集團董事長。

## 家庭
羅智先與高秀玲育有一子兩女。